# 4-Fluorbenzonitril
4-Fluorbenzonitril weist neben einer aromatische Nitrilgruppe ein Fluoratom in 4-Stellung (para-ständig)  auf und dient als Ausgangsstoff für Pestizide, pharmazeutische Wirkstoffe, Flüssigkristalle und Pigmente.

## Vorkommen und Darstellung
Für 4-Fluorbenzonitril wurden eine Vielzahl von Syntheserouten entwickelt, die auf dem Halogenaustausch (Cl, Br, I  →  F), dem Austausch Halogen gegen Nitril (Br →  CN) oder auf der Umwandlung einer para-ständigen Carbonyl- oder Carboxygruppe zur Cyanogruppe beruhen.

### 4-Fluorbenzonitril durch Halogenaustausch
So entsteht p-Fluorbenzonitril durch den Austausch Cl gegen F im Sinne einer nucleophilen aromatischen Substitution an einem elektronenarmen Aromaten, wie 4-Chlorbenzonitril, mit Kaliumfluorid KF in 1,3-Dimethyl-2-imidazolidinon DMEU bei 290 °C in einem druckfesten Reaktor in 91 %iger Ausbeute.
Ausgehend von dem sehr effizient aus Fluorbenzol mit Brom in Gegenwart katalytischer Mengen Eisen(III)-chlorid bei tiefen Temperaturen zugänglichen 4-Bromfluorbenzol (>97 % Ausbeute bei >99 % Reinheit), kann 4-Fluorbenzonitril durch Umsetzung mit Acetoncyanhydrin in Gegenwart von Palladium(II)-acetat Pd(OAc)2, dem zweizähnigen  Chelatliganden 1,5-Bis(diphenylphosphanyl)pentan dpppe und dem Diamin Tetramethylethylendiamin TMEDA hergestellt werden (98 % Ausbeute).
Auf ähnliche Weise entsteht PFBN aus 4-Bromfluorbenzol mit Natriumcyanid als Cyanquelle unter Palladiumkatalyse (Pd0/t-Bu3P) in einem Acetonitril-THF-Gemisch in 97 %iger Ausbeute.

### 4-Fluorbenzonitril aus 4-Fluorbenzaldehyd
4-Fluorbenzaldehyd – aus 4-Chlorbenzaldehyd durch Halogenaustausch in 75 %iger Ausbeute erhältlich  – kann in wässrigem Ammoniak mit 2-Iodoxybenzoesäure IBX über das intermediär gebildete Imin in einer Ausbeute von 92 % direkt zu 4-Cyanofluorbenzol oxidiert werden.
In einer Eintopfreaktion in dem „grünen“ Lösungsmittel Glycerin reagiert 4-Fluorbenzaldehyd mit Hydroxylaminhydrochlorid bei 90 °C über das intermediär gebildete Oxim in 83 %iger Ausbeute zu 4-Fluorbenzonitril. In DMSO als Lösungsmittel wird PFBN in 95 %iger Ausbeute erhalten.

### 4-Fluorbenzonitril aus 4-Fluorbenzamid
Die Umwandlung einer para-ständigen Carboxygruppe in eine Nitrilgruppe verläuft quantitativ durch Dehydratisierung von 4-Fluorbenzamid mit einem Kupfersalz in Toluol bei 100 °C mit dem Silylierungsreagenz N-Methyl-N-(trimethylsilyl)trifluoracetamid MSTFA CF3CON(CH3)Si(CH3)3.
Als Nebenprodukte entstehen N-Methyltrifluoracetamid CF3CONHCH3 und Hexamethyldisiloxan (CH3)3SiOSi(CH)3.

### 4-Fluorbenzonitril aus anderen Ausgangsstoffen
Weitere Alternativrouten mit anderen Reaktanden sind in der Literatur beschrieben, wie z. B. aus 4-Fluorbenzylalkohol durch Oxidation mit dem Nitroxid-Radikal TEMPO zum 4-Fluorbenzaldehyd und dessen Umsetzung mit Iod I2  und wässrigem Ammoniak NH3 in 99 %iger Ausbeute.

## Eigenschaften
Reines 4-Fluorbenzonitril ist ein weißer bis gelber kristalliner Feststoff, der sich wenig in Wasser, aber in vielen organischen Lösungsmitteln löst. Der Geruch von PFBN wird als unangenehm beschrieben.

## Anwendungen
Die Synthese von Diarylethern und -thioethern mit para-ständiger Cyanogruppe gelingt praktisch quantitativ durch Umsetzung von 4-Fluorbenzonitril mit substituierten Phenolen in Acetonitril in Gegenwart von Kaliumfluorid auf basischem Aluminiumoxid und dem Kronenether 18-Krone-6.
Die Diaryletherbildung von PFBN mit dem Natriumsalz des p-Kresols und anschließende Hydrierung der Cyano- zur Aminomethylgruppe liefert den variablen Molekülteil des Pyrazol-Insektizids Tolfenpyrad.
Stäbchenförmige flüssigkristalline Fluorphenylpyrimidine mit hoher chemischer und thermischer Stabilität und Lichtbeständigkeit sind aus 4-Fluorbenzonitril durch mehrstufige Synthese zugänglich.
Die Verbindungen bilden niederviskose nematische Mesophasen in einem breiten Temperaturbereich und eignen sich zum Einsatz in LC-Displays.
Reaktion von 4-Fluorbenzonitril mit p-Toluidin erzeugt 4,4‘-Dicyano-4‘‘-methyltriphenylamin, dessen Cyanogruppen zur entsprechenden aromatischen Dicarbonsäure hydrolysiert und mit aromatischen Diaminen zu Polyamiden polykondensiert wird.
Die erhaltenen Polymeren besitzen interessante Eigenschaften als blauemittierende elektrochrome Materialien.
Intensive blaue Fluoreszenz zeigt das s-Triazin-Pigment 2,4,6-Tris(4-fluorophenyl)-1,3,5-triazin (TFPT), das aus dem aus 4-Fluorbenzonitril und Schwefeltrioxid SO3 gebildeten Addukt durch Umsetzung mit 4-Fluorbenzamidin-hydrochlorid zugänglich ist.
Nanopartikel, die solche fluoreszierende Triazinpigmente enthalten, sind biokompatibel und können zu Bildgebung in lebenden Zellen genutzt werden.
Die wichtigste Verwendung von 4-Fluorbenzonitril ist als Synthesebaustein für den Aromatasehemmer Letrozol (FemaraR), der zur Behandlung von Brustkrebs bei Frauen nach den Wechseljahren eingesetzt wird.
Der vorgeschlagene Synthese- und Aufarbeitungsprozess soll Letrozol in hoher Ausbeute und Reinheit liefern, mit möglichst geringen Verunreinigungen durch das im ersten Schritt der Umsetzung mit 1,2,4-Triazol entstehenden 1,3,4-Triazolylisomer.